# Théâtre de guerre (film)
Pour l’article homonyme, voir Théâtre de guerre.
Pour plus de détails, voir Fiche technique et Distribution.
Théâtre de guerre (titre original : Teatro di guerra) est un film italien réalisé par Mario Martone et sorti en 1998. Le film a été présenté dans la section Un Certain Regard au Festival de Cannes 1998.

## Synopsis
Le récit d'une tentative aléatoire, celle d'un jeune metteur en scène napolitain appelé à adapter pour le théâtre de Sarajevo, Les Sept contre Thèbes, tragédie grecque écrite par Eschyle au Ve s. av. J.-C. Nous sommes en 1994 et, autour des répétitions, la guerre fait rage. Un conflit fratricide semblable à celui que traduit, en des temps immémoriaux, la pièce du grand dramaturge d'Éleusis. La représentation n'aura d'ailleurs pas lieu : la détérioration du climat conflictuel yougoslave l'en empêchera.

## Fiche technique
- Titre original : Teatro di guerra
- Réalisation et scénario : Mario Martone
- Assistant réalisation : Vincenzo Marra
- Photographie : Pasquale Mari (it)
- Montage : Jacopo Quadri
- Décors : Giancarlo Muselli
- Costumes : Ortensia De Francesco
- Production : Teatri Uniti, Lucky Red - Angelo Curti, Andrea Occhipinti, Kermit Smith
- Pays d'origine :  Italie
- Durée : 112 minutes
- Format : Couleur
- Dates de sortie :
  - Italie : 30 avril 1998
  - France : 10 février 1999 en salles

## Distribution
- Andrea Renzi : Leo
- Anna Bonaiuto : Sara Cataldi
- Roberto De Francesco : Diego
- Iaia Forte : Luisella Cielo
- Marco Baliani : Vittorio
- Toni Servillo : Franco Turco
- Peppe Lanzetta : Silvano
- Beniamino Femiano : Varriale
- Salvatore Cantalupo : Rosario
- Sergio Tramonti : Riccardo Donati

## Récompenses
- David di Donatello 1998 du meilleur montage à Jacopo Quadri (it)

## Commentaires
« Le pari du réalisateur a été de traiter d'une guerre en ne la montrant que sous la forme d'une transposition théâtrale ou par le biais d'une suggestion métaphorique, le quotidien violent de Naples évoquant la réalité d'une ville ravagée », en l'occurrence Sarajevo. Mario Martone a filmé les répétitions effectuées dans les quartieri spagnoli, la zone la plus délabrée de l'antique Parthénopé. Cette option foncièrement et totalement assumée - y compris à travers sa conclusion politique la plus défavorable - « assoit dans sa radicalité même la réussite du film », assure Filippo M. D'Angelo, qui ajoute que « la théâtralisation de la guerre se situe ici aux antipodes de toute forme de spectacularisation. Ce choix de la retenue expressive étant parfaitement servi par l'utilisation  documentaire de la caméra à l'épaule et du format 16 mm (gonflé ensuite en 35 mm), Martone nous suggérant par là l'opposition, à la fois éthique et esthétique, entre d'un côté, la représentation spectaculaire de la réalité, et, de l'autre, la représentation réaliste du spectacle. »